# Аннанов, Керим Бабаевич
Керим Бабаевич Аннанов (туркм. Kerim Babaýewiç Annanow, 28 сентября 1958, Ашхабад, Туркменская ССР — 23 марта 2017, Ашхабад, Туркменистан) — советский и туркменский актёр, режиссёр, сценарист. Сын народного артиста СССР Баба Аннанова.

## Биография
Родился в семье народного артиста СССР Баба Аннанова.
В 1980 году окончил филологический факультет Туркменского государственного университета, в 1987 — режиссёрский факультет ВГИКа (мастер — народный артист РСФСР Юрий Чулюкин).
В 1991—1999 годах — генеральный директор «Туран-фильм».

## Фильмография

### Актёр
| Год  |   | Русское название                       | Оригинальное название            | Роль         |
| ---- | - | -------------------------------------- | -------------------------------- | ------------ |
| 1978 | ф | Похищение скакуна                      | Laçyn                            | Довлет       |
| 1979 | ф | Голуби живут в кяризах                 | Kärizgenler                      | Мердан       |
| 1980 | ф | Любовь не прощает                      | Оригинальное название неизвестно | эпизод       |
| 1982 | ф | Если любишь…                           | Агар дӯст дорӣ…                  | эпизод       |
| 1983 | ф | Бастион                                | Guşgy galasy                     | Назаров      |
| 1983 | ф | Короткие рукава                        | Оригинальное название неизвестно | Юсуп         |
| 1983 | ф | Люди моего аула                        | Оригинальное название неизвестно | Керим        |
| 1983 | ф | Тяжёлая ноша                           | Оригинальное название неизвестно | Ораз         |
| 1984 | ф | Серебристая нить                       | Оригинальное название неизвестно | Султан Асоев |
| 1984 | ф | Фраги — разлучённый со счастьем        | Bagtyndan aýrylan Pyragy         | Мяти         |
| 1986 | ф | Забытая Баллада                        | Unudylan Ballada                 | Тойли        |
| 1986 | ф | Право решать                           | Оригинальное название неизвестно |              |
| 1988 | ф | Сказка о волшебном бисере — Карамерген | Оригинальное название неизвестно | Карамерген   |
| 1988 | ф | Манкурт                                | Mankurt                          | Сердар       |
| 1990 | ф | Мускал                                 | Myskal                           | Санджар      |
| 1991 | ф | Зухра и Тахир                          | Zöhre-Tahyr                      | Кара-Батыр   |
| 1995 | ф | Гроссмейстер                           | Grossmeýster                     | Торе         |
| 1996 | ф | Раскаяние                              | Toba                             |              |
| 1999 | ф | Легенда                                | Rowaýat                          |              |
| 2002 | ф | Песня синего волка                     | Gök böriniň aýdymy               | Айлы         |

### Режиссёр
| Год  | Название           | Название (türkmençe) | Примечание                                        |
| ---- | ------------------ | -------------------- | ------------------------------------------------- |
| 1986 | Забытая Баллада    | Unudylan Ballada     | Короткометражное кино; Дипломная работа режиссёра |
| 1990 | Волчица            | Aýal möjegi          | Короткометражное кино                             |
| 1991 | Зухре и Тахир      | Zöhre-Tahyr          | Совместная работа с отцом Баба Аннановым          |
| 1999 | Легенда            | Rowaýat              |                                                   |
| 2002 | Песня синего волка | Gök böriniň aýdymy   | совместная робота с Чари Ишанкулиевым             |